# Les Bréviaires
Les Bréviaires település Franciaországban, Yvelines megyében. Lakosainak száma 1326 fő (2022. január 1.). Les Bréviaires Les Essarts-le-Roi, Les Mesnuls, Le Perray-en-Yvelines, Poigny-la-Forêt, Rambouillet, Saint-Léger-en-Yvelines és Saint-Rémy-l’Honoré községekkel határos.

## Népesség
A település népességének változása:
| Lakosok száma | 1260 | 1238 | 1251 | 1244 | 1275 | 1305 | 1305 | 1311 | 1326 |
|               | 2013 | 2015 | 2016 | 2017 | 2018 | 2019 | 2020 | 2021 | 2022 |